# Ларин, Моисей Нисонович
Моисей Нисонович Ларин (1902—1968) — советский учёный в области металлообработки, доктор технических наук, профессор, лауреат Сталинской премии (1943).

## Биография
Родился в 1902 году.
В 1929 году окончил механический факультет МММИ (Московский механико-машиностроительный институт, в настоящее время – МГТУ) и был оставлен на только что образованной кафедре «Резание металлов» (позже называлась: «Теория резания металлов и инструментальное дело»,  «Теория резания металлов и инструментальное производство», «Теория механической обработки и инструмент»; ныне — «Инструментальная техника и технологии»), где исследовал процессы фрезерования — аспирант, ассистент, преподаватель, доцент, профессор.
Доктор технических наук с 1946 года.
В годы Великой Отечественной войны был направлен на оборонный завод в Ижевске. 
Лауреат Сталинской премии (1943) — за разработку инструментальной геометрии режущего инструмента, дающего значительное повышение производительности металлорежущих станков. Был награждён также орденом «Знак Почёта» (16.09.1945).
С 1950-х гг. работал также во Всесоюзном научно-исследовательском инструментальном институте.
Умер в 1968 году. Похоронен на Ваганьковском кладбище.

## Сочинения
- Современные методы конструирования, эксплуатации и изготовление фрез. — Москва : [б. и.], 1961. — 56 с. : черт.
- Основы фрезерования / М. Н. Ларин, д-р техн. наук. — Москва : изд-во и 1-я тип. Машгиза, 1947 (Ленинград). — 302 с. : ил.
- Пути и методы рациональной эксплуатации режущих инструментов / Д. т. н. проф. М. Н. Ларин. — Москва : Отд. техн. информации ВНИИ, 1960. — 44 с. : ил.
- Высокопроизводительные конструкции фрез и их рациональная эксплуатация [Текст] / Всесоюз. науч.-исслед. инструм. ин-т ВНИИ. — Москва : Машгиз, 1957. — 272 с. : ил.
- Оптимальные геометрические параметры режущей части инструментов: (Основные положения) / лауреат Сталинской премии М. Н. Ларин, проф. д-р техн. наук. — Москва : Оборонгиз, 1953. — 148 с. : черт.
- Конструирование режущей части фрез / Лауреат Сталинской премии, доц. канд. тех. наук М. Н. Ларин. — Москва : Машгиз, 1944. — 53 с. : черт.
- Справочник по режимам резания на фрезерных станках / Нар. ком. танк. пром., Бюро тех. нормативов, Комиссия по резанию металлов. — Москва ; Ленинград : Машгиз, 1942 (Москва). — 206 с. : ил., черт.
- Исследование торцевого фрезерования / канд. тех. наук, доц. М. Н. Ларин; Моск. ордена Труд. кр. знамени механико-машиностр. ин-т им. Н. Э. Баумана, Кафедра резания металлов и инструментал. дела. — Москва : Оборонгиз, 1940 (Киев). — 84 с., 1 вкл. л. черт. : ил., черт.
- Высокопроизводительные конструкции сверл и их рациональная эксплуатация : [В 2 ч.] / Всесоюз. науч.-исслед. инструм. ин-т ВНИИ ; Под ред. д-ра техн. наук проф. М. Н. Ларина. — Москва : Центр. ин-т науч.-техн. информации машиностроения, 1960. — 2 т.: Ч. 1 / [Проф. М. Н. Ларин, канд. техн. наук Н. М. Еремеева]. — 1960. — 52 с. : ил. Ч. 2 / [Авт. разделов: проф. М. Н. Ларин, кандидаты техн. наук Н. М. Еремеева, Л. К. Петросян и др.]. — 1960. — 102 с. : ил.
- Высокопроизводительные конструкции резцов и их рациональная эксплуатация [Текст] / ВНИИ ; ред. М. Н. Ларин. — Москва : Машгиз, 1959. — 240 с.: ил.